# Вершинин, Степан Калинович
Степан Калинович Вершинин (28.12.1925, Алтайский край — 27.08.1970) — командир расчета 107-го гвардейского истребительно-противотанкового артиллерийского полка гвардии старший сержант — на момент представления к награждению орденом Славы 1-й степени. Один из полных кавалеров ордена Славы, награждённых в годы войны четырьмя орденами Славы.

## Биография
Родился 28 декабря 1925 года в селе Камышенка Петропавловского района Алтайского края. В 1933 году с родителями переехал в город Бийск. Здесь окончил 7 классов, когда началась война стал работать на заводе.
В декабре 1942 года был призван в Красную Армию. Прошел курс подготовки в школе младших командиров в городе Барнауле, а затем в учебном полку получил специальность наводчика. С декабря 1943 года на фронте. Участвовал в боях за освобождение Белоруссии, Польши.
В июле 1944 года в составе 5-й батареи 107-го гвардейского истребительно-противотанкового артиллерийского полка гвардии младший сержант Вершинин участвовал в форсировании реки Западный Буг и в последующем наступлении. 25 июля при отражении контратаки в районе города Хелм прямой наводкой подбил вражескую тяжелую самоходную артиллерийскую установку.
Приказом по войскам 1-го Белорусского фронта № 113/н от 19 августа 1944 года гвардии младший сержант Вершинин Степан Калинович награждён орденом Славы 3-й степени.
В дальнейшем участвовал форсировании реки Вислы, в боях на плацдарме. Отличился при прорыве вражеской обороны в январе 1945 года. К этому времени он стал общепризнанным опытным наводчиком со своим «вершининским» почерком. Два-три снаряда требовалось ему, чтобы разбить огневую точку врага или подбить танк.
14 января 1945 года при прорыве обороны противника в районе города Зволень Вершинин точным огнём уничтожил 3 пулеметные точки с расчетами. 17 января при отражении вражеской контратаки западнее города Волянув орудийным огнём поразил до взвода немецкой пехоты, 2 пулеметные точки и 8 повозок.
Приказом по войскам 1-го Белорусского фронта № 505/н от 23 марта 1945 года гвардии старший сержант Вершинин Степан Калинович награждён орденом Славы 2-й степени.
18 апреля 1945 года при отражении контратаки противника выдвинул орудие на прямую наводку и уничтожил две пулемётные точки с расчётами.
Приказом командующего артиллерией 1-го Белорусского фронта № 208 от 31 мая 1945 года гвардии старший сержант Вершинин Степан Калинович награждён вторым орденом Славы 3-й степени.
В боях за столицу рейха город Берлин гвардии старший сержант Вершинин уже командовал расчётом. 29 апреля — 2 мая 1945 года расчёт Вершинина сопровождал штурмовые отряды пехоты, поддерживая наступление артиллерийским огнём. Ведя огонь с закрытых огневых позиций, подавил 2 батареи противника, 2 пулемёта с расчётами и истребил до взвода пехоты. После Победы продолжил службу в армии. Член КПСС с 1945 года.
Указом Президиума Верховного Совета СССР от 15 мая 1946 года за исключительное мужество, отвагу и бесстрашие, проявленные на заключительном этапе Великой Отечественной войны в боях с вражескими захватчиками гвардии старший сержант Вершинин Степан Калинович награждён орденом Славы 1-й степени. Стал полным кавалером ордена Славы.
В 1950 году гвардии старшина Вершинин был демобилизован. Вернулся на родину. Жил в городе Бийске. Работал бригадиром компрессорной станции на заводе на заводе «Молмашстрой». 27 августа 1970 года погиб в автокатастрофе.
Награждён орденами Славы трёх степеней, медалями.